# Cristatogobius rubripectoralis
Cristatogobius rubripectoralis es una especie de pez perciforme de la familia Gobiidae.

## Descripción
Los machos pueden llegar a alcanzar los 6,1 cm de longitud total y las hembras 4.95. Número de vértebras: 25-26.

## Hábitat
Es un pez de clima tropical y demersal.

## Distribución
Se encuentra en el Pacífico occidental central, el sur de Java (Indonesia) y el norte de Australia. 

## Observaciones
Es inofensivo para el hombres. 